# Snílci (film)
Snílci (v originále The Dreamers) je dramatický film z roku 2003. Ústředními postavami filmu jsou americký student francouzštiny Matthew a jeho pařížští přátelé Théo a jeho dvojče Isabelle. Film se odehrává v květnu 1968.
Režie filmu se ujal Bernardo Bertolucci, autorem námětu a scénáře je skotský spisovatel Gilbert Adair. Film je adaptací stejnojmenného Adairova románu, původně vydané v roce 1998 pod názvem The Holy Innocents. V hlavních rolích se představili Michael Pitt, Eva Green a Louis Garrel. Jedná se o završení Bertolucciho trilogie (po filmech Konformista z roku 1970 a Poslední tango v Paříži natočeném o dva roky později).

## Obsazení
| Michael Pitt       | Matthew  |
| Eva Greenová       | Isabelle |
| Louis Garrel       | Théo     |
| Anna Chancellor    | matka    |
| Robin Renucci      | otec     |
| Jean-Pierre Kalfon | on sám   |
| Jean-Pierre Léaud  | on sám   |